# Wolfgang Flür
Wolfgang Flür (Fráncfort del Meno, 17 de julio de 1947) es un músico y compositor alemán conocido por haber sido percusionista electrónico del cuarteto de música electrónica Kraftwerk entre 1973 y 1987. Flür también fabricó mucho equipamiento para sus actuaciones y para el estudio y sello de grabación discográfico de Kraftwerk Kling Klang.

## Biografía

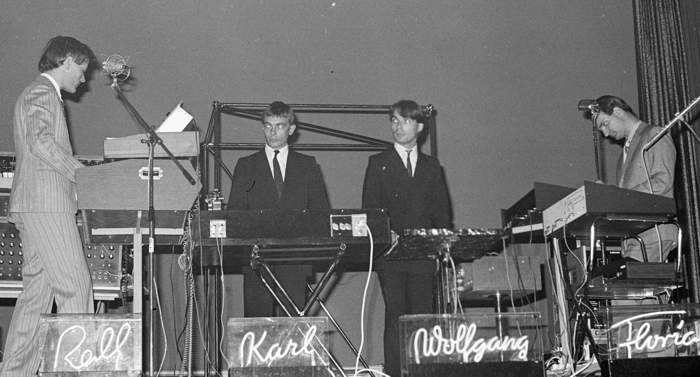
La formación considerada clásica de Kraftwerk estaba integrada (de izquierda a derecha) por Ralf Hütter, Karl Bartos, Wolfgang Flür y Florian Schneider.

Anteriormente a su estancia en Kraftwerk Flür actuó como percusionista convencional en varios grupos, como The Beathovens (1966), incluida la banda de Düsseldorf The Spirits of Sound. Otro miembro de este grupo era el guitarrista Michael Rother, quien también permaneció durante unos meses como miembro de Kraftwerk en 1971, antes de formar Neu! con el percusionista de Kraftwerk Klaus Dinger.
En 1973, a propuesta de Ralf Hütter y Florian Schneider, comenzó inicialmente como un percusionista de estudio para posteriormente incorporarse como integrante de Kraftwerk. Durante su estancia en la banda interpretó percusión electrónica en los álbumes más conocidos del grupo: Autobahn (1974), Radio-Activität (1975), Trans Europa Express (1977), Die Mensch-Maschine (1978), Computerwelt (1981) y Electric Café (1986).

"Hoy los miembros de Kraftwerk se exhiben en museos y galerías como estatuas, pero en mi generación de Kraftwerk hubo alegría y diversión en el escenario, el movimiento y el desarrollo".
Wolfgang Flür, sobre Kraftwerk (The Guardian, 27-01-2013) 

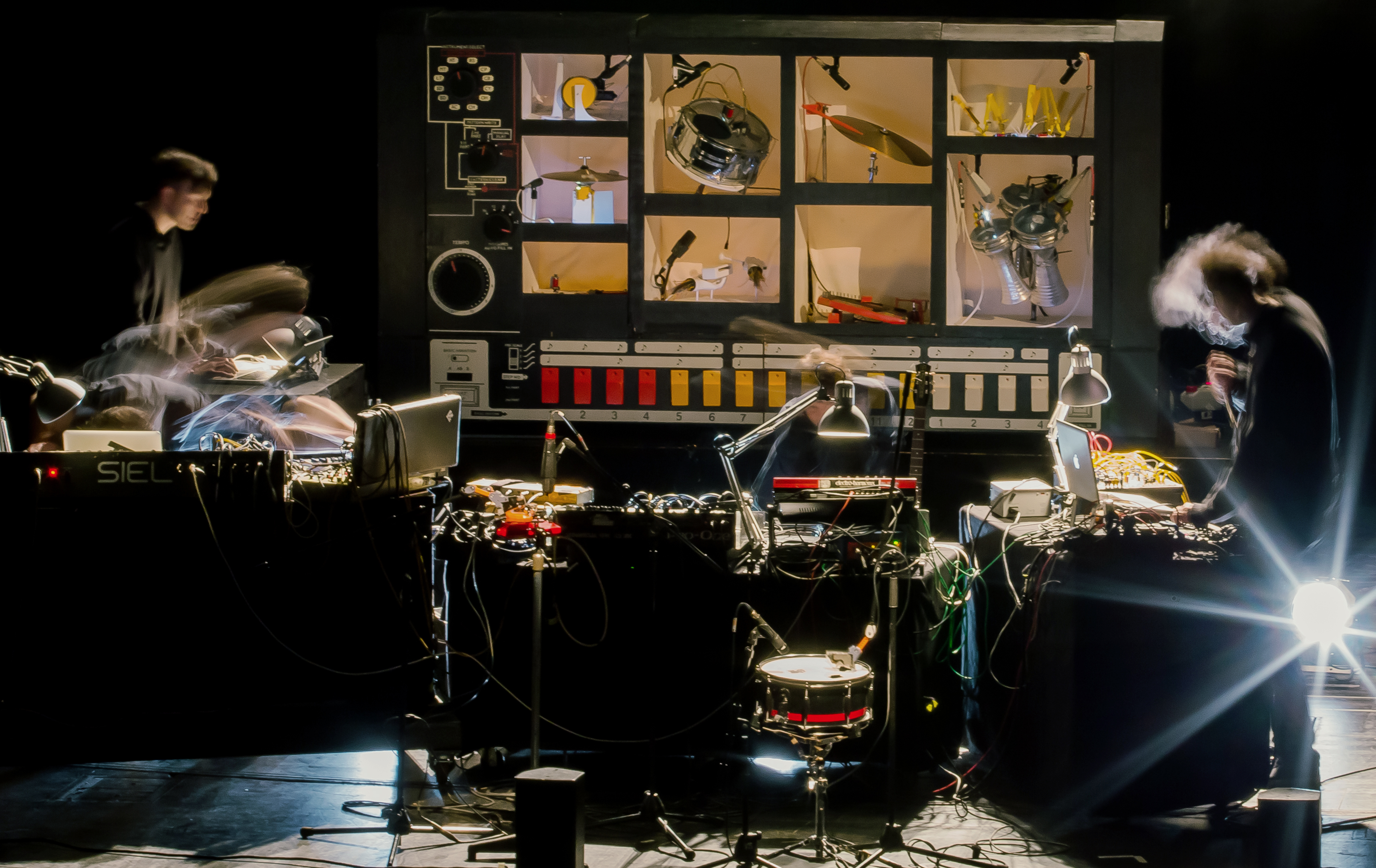
Mouse on Mars colaboraron en la producción del álbum de Wolfgang Flür Time Pie

Tras su salida voluntaria de Kraftwerk, cansado del método de trabajo impulsado por los fundadores de la banda Hütter y Schneider que hizo público años después en su autobiografía, Flür fue fundador de Yamo, una plataforma de publicación, donde se editó su primer álbum en solitario: Time Pie (1996), producido en colaboración con Mouse on Mars. 
La siguiente publicación de Flür fue el sencillo y remix «I was a Robot» (2004), que alcanzó el número 6 en las listas de Alemania. 
Se anunciaron colaboraciones con Pizzicato Five, y Pyrolator, miembro fundador de Der Plan, y la letra de la canción «Greed», que está en la autobiografía de Flür, pero hasta 2015 no se publicó.

"(Tras abandonar Kraftwerk) Tuve una gran depresión durante casi tres años. No sabía qué hacer. Estaba tan acostumbrado a ir al estudio a encontrarme con mis amigos. Estoy al comienzo de mis 40 años, entonces, ¿qué va a hacer Wolfgang en el futuro? ¿Con qué podría pagar mi alquiler? ¿Por qué debería vivir?".
Wolfgang Flür sobre su carrera en solitario (2015) 

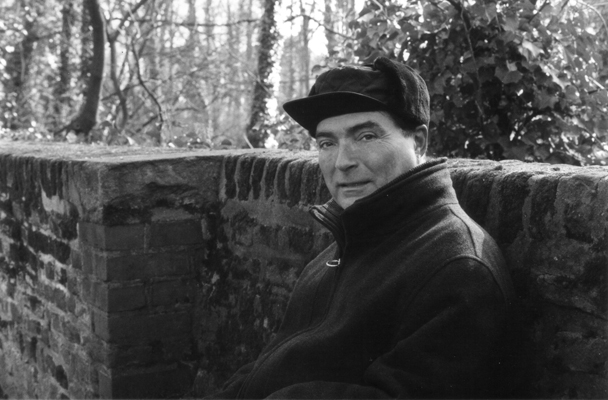
Wolfgang Flür (2008)

En la actualidad Flür ejerce labores de presentador, disc-jockey y narrador, compone y produce con antiguos y modernos sintetizadores, con diversos efectos y muchas horas de ordenador. Bajo el nombre de Eloquence - The complete works, la discográfica Cherry Red Records publicó el 16 de octubre de 2015 el nuevo álbum de Wolfgang Flür. El LP se publicó en CD y doble vinilo, e incluye el sencillo «I was a Robot» y diversas remezclas de otros temas.

"Creo que he aprendido más acerca de la escritura de letras de mis antiguos colegas de Kraftwerk, a pesar de que mis temáticas son muy distintas. La creación de imágenes también es algo que creo que aprendí de mi tiempo con ellos".
Wolfgang Flür sobre Kraftwerk (2015) 

### "I Was a Robot" y controversia
Flür escribió una autobiografía, publicada en el año 2000, titulada Kraftwerk: I Was a Robot. En 2011 se publicó su traducción en español, Kraftwerk: Yo fui un robot, mostrando su evolución en Kraftwerk desde el principio. En este libro habla de un modo hostil de sus anteriores compañeros en Kraftwerk Ralf Hütter y Florian Schneider y generó procesos judiciales. La edición original de Hannibal Verlag fue pronto retirada, pero después de la prohibición, fue republicada en inglés y japonés, eliminando un par de fotos embarazosas de Schneider y Emil Schult, y renombrando ciertas secciones.
Por ejemplo Flür reclama que la composición «Metal on Metal» fue idea suya, si bien parece que la idea fue probablemente de Ralf Hütter, y la debió hacer suya cuando escuchó a Flür golpeando material de construcción. El mayor de los desacuerdos se centró en la grabación de la canción «Autobahn». Este punto se decidió a favor de Flür: la justicia alemana encontró probado que Flür tocó la batería en el álbum Autobahn. No obstante resulta paradójico que Ralf Hütter y Florian Schneider, fundadores y propietarios de Kraftwerk, pasasen a la ofensiva con esta reclamación judicial ya que Flür aparecía en los créditos del álbum y se mostraba una foto de su batería en el escenario.

## Discografía
Con Kraftwerk
- 1974: Autobahn (álbum)
- 1975: Radio-Aktivität (álbum)
- 1977: Trans-Europa Express (álbum)
- 1978: Die Mensch-Maschine (álbum)
- 1981: Computerwelt (álbum)
- 1986: Electric Café (álbum)

Con Yamo
- 1996: Time Pie (álbum)
- 1996: Guiding Ray (single)
- 1996: Stereotomatic (single)
- 1997: Musica Obscura (EP)
- 2004: I Was a Robot (single)

Como Wolfgang Flür
- 2014: iEuropean feat. Wolfgang Flür: Activity of Sound (single)
- 2015: Jack Dangers & Wolfgang Flür: Staying in the Shadow (single)
- 2015: Eloquence: Complete Works (álbum)
- 2015: I Was a Robot (single)